# Martin Johannes Larsen
Martin Johannes Larsen (født 19. januar 1990 i Aarup på Fyn) er en dansk tv-vært, podcastvært, komiker og internetpersonlighed, der for alvor startede sin karriere på DR3 og P3's satireredaktion, hvor han stod bag karakteren Magic Mrtin I løbet af årene er Martin Johannes Larsen især blevet kendt for sine sketchvideoer på Instagram, som indbragte ham en nominering som Årets Komiker ved Zulu Comedy Galla 2021, og senest som vært på Vild med dans sæson 19, 20 og 21 på TV 2 samt Forræder - Ukendt Grund på TV 2 Echo.
Martin var desuden en af deltagerne i Stormester sæson 6.

## Karriere
I 2018 var Martin Johannes Larsen vært på youtubernes awardshow Guldtuben sammen med Rasmus Brohave og Julia Sofia, der blev afholdt i Royal Arena. Umiddelbart herefter valgte han at trappe ned på DR for i stedet at blive selvstændig, og siden da har han udviklet, skrevet, produceret og medvirket i en lang række af indhold.
I 2020 var Martin vært på Kravlingprisen sammen med Rasmus Wallbridge.
I 2020 var Martin sammen med Heino Hansen vært på nytårstalen Året der ikke gik på DR2.
Ved årsskiftet 2020/2021 udkom Martin sammen med kollegaen Rasmus Wallbridge med sketchshowet Wellington Special på DR2.
I 2021 blev Martin nomineret til to Zulu Awards i kategorierne "Den vi likede mest" og "Da vi alle sammen grinte" sammen med Melvin Kakooza. Martin og Melvin Kakooza vandt prisen "Da vi alle sammen grinte" for deres fejring af Håndboldherrernes VM-guld.
Nomineret til Årets Komiker ved Zulu Comedy Galla 2021.
Til Zulu Awards 2022 var Martin vært på den røde løber sammen med skuespilleren Sus Wilkins.
I starten af 2023 var Martin sammen med Rasmus Wallbridge aktuel med sin første comedytour "Vil I se vores smukke navler?"

### Lidt til lægterne
Udover sit arbejde i eget navn er Martin Johannes Larsen også kendt for instagramprofilen "Lidt til lægterne", hvor han sammen med musikeren Mads Bo Iversen fra bandet Phlake producerer heppesange til alle de danske fodbold-landsholdsspillere. Her har de i samarbejde med P3 produceret sangen "Kå Så Danmark" under EM i herrefodbold 2021 og i samarbejde med Warner produceret den officielle danske slagsang til EM i kvindefodbold 2022 ved navn "Vi (k)vinder EM".
I oktober 2022 udgav gruppen “Lidt til lægterne” sammen med sanger Simon Kvamm protestsangen "Blodbold" i et samarbejde med Ekstra Bladet, som knytter sig til podcasten af samme navn. Sangen er en protest mod FIFA og det VM som spilles i Qatar i slutningen af 2022, hvor flere tusinde migrantarbejder/slaver har mistet livet under arbejdet, med at bygge de i alt 8 stadion, hvor kampene skal spilles. Som det seneste har "Lidt til lægterne" i samarbejde med Go Morgen P3 udgivet VM-julesangen "Au Revoir (Kå Så Danmark vol. 2)" samt EM-sangen "Min Bold" til herrernes fodbold-EM 2024.

## Filmografi

### TV
- Turbomodul sæson 2 (2016)
- Jaloux, DR3 (2017)
- 29, Xee (2018), webserie
- Baseboys, DR Ultra (2018)
- Sunday sæson 3, Xee (2020)
- Centrums Julekalender, [11]
- Wellington Special, DR2+ (2020)
- Danmark griner, DR1 (2021)
- Menneskekender, TV2 (2021)
- Zulu Surprise, TV2 (2021)
- Zulus store fede nytårsquiz, TV2 (2021)
- De største øjeblikke, TV2 (2021)
- Legomasters Jul og Nytår, TV2 (2021)
- Fuhlendorff og de skøre riddere, TV2 (2022)
- Krejlerkongen, TV Fri (2022)
- Efter lukketid[12], TV2 Zulu (2022)
- Melvin Kakooza Show, TV2 (2022)
- Too Sune?[13], P3 (2022)
- Jaget Vildt[14], Discovery+ (2022)
- Stormester, TV2 (2022)
- Krejlerkongen, TV Fri (2023)
- Melvin Kakooza Show, TV2 (2023)
- Vild med dans, TV2 (2022, 2023 og 2024)
- Krejlerkongen, TV Fri (2024)
- Forræder - Ukendt grund (2024)

### Andet
- I julen 2020 var Martin vært på Instagram-adventskalenderen "I kanen med Martin"[15], hvor han i samarbejde med sin kone, Sara-Lisa Schuster-Rossel, og Røde Kors samlede penge ind til julehjælp til udsatte børnefamilier sammen med fire gæster.
- Vært på podcasten Globetrotter på Podimo sammen med Emil Thorup.
- Har skrevet valentins-sangen "Min dag"[16] sammen med musiker Andreas Odbjerg og Rasmus Wallbridge.
- Vært på radiosatireprogrammet Steift[17] på Radio Loud sammen med Rasmus Wallbridge.
- Vært på radiosatireprogrammet Tændt! - med Martin og Rasmus[18] på Aller Mediers netmedie Ally sammen med Rasmus Wallbridge.
- Har i 2021 og 2022 lavet 1. og 2. sæson af sit program "Kendismassage" til Aller Mediers netmedie Allydanmark.
- Konferencier til Kapsejladsen 2022 sammen med Melvin Kakooza.
- Konferencier på awardshowet Den gyldne fugl 2022 på Aarhus BSS sammen med Rasmus Wallbridge.
- I julen 2022 og 2023 var Martin igen vært på Instagram-adventskalenderen "Martins Julepatrulje"[19], som han sammen med sin kone, Sara-Lisa Schuster-Rossel, lavede i samarbejde med Røde Kors. Her samlede Martin sammen med fire gæster penge ind til Røde Kors' julehjælp til udsatte børnefamilier.
- Konferencier til Kapsejladsen 2023 sammen med Melvin Kakooza.
- Vært på podcasten "Én dag tilbage", som han sammen med sin kone, Sara-Lisa Schuster-Rossel, selv producerer og udgiver.
- Har i 2003 slået dobbelt OL-guldvinder Victor Axelsen (da 9 år) i badminton i Nørre Broby hallen på Fyn[20].